# Plac Teatralny w Toruniu
Plac Teatralny w Toruniu (niem. Theaterplatz; w latach 1946–1950 Plac Bolesława Limanowskiego, w latach 1950–1990 Plac Armii Czerwonej) – plac położony w centrum Torunia, będące północnym wejściem do Starego Miasta.
Na obszarze dzisiejszego placu znajdowała się Brama Chełmińska. Do 1920 roku plac nosił niemiecką nazwę Theaterplatz. W latach 1920–1921 torunianie planowali wznieść na placu Obelisk Wolności/Niepodległości. Miał on zastąpić pruski Kriegsdenkmal. Projekt Obelisku Wolności/Niepodległości nie został sfinalizowany. Niemiecką nazwę przywrócono pod koniec 1939 roku, gdy wojska niemieckie zajęły Toruń. W listopadzie 1946 roku plac przemianowano na plac Bolesława Limanowskiego. W lutym 1950 nazwę placu ponownie zmieniono, na plac Armii Czerwonej. Nazwa ta utrzymała się do końca Polski Ludowej.
W 1904 roku przy placu wybudowano gmach teatru, noszący obecnie imię Wilama Horzycy. W 1929 roku przy placu wzniesiono budynek Urzędu Marszałkowskiego. W 1944 roku na placu Teatralnym umieszczono pomnik flisaka, znajdujący się wcześniej na dziedzińcu Ratusza Staromiejskiego na Rynku Staromiejskim.
Na placu Teatralnym zaczyna się alejka spacerowa, przechodząca przez wschodnią stronę alei Solidarności. Ponadto przy placu Teatralnym znajduje się żółty drogowskaz, wskazujący kierunek i odległość do Getyngi, miasta partnerskiego Torunia.